# Parafia Niepokalanego Serca Najświętszej Maryi Panny w Laskowicach
Parafia Niepokalanego Serca Najświętszej Maryi Panny w Laskowicach – rzymskokatolicka parafia w Laskowicach. Należy do dekanatu jeżewskiego diecezji pelplińskiej. Erygowana w 1939 roku. Prowadzą ją ojcowie oblaci.